# Sifwertska kasernen

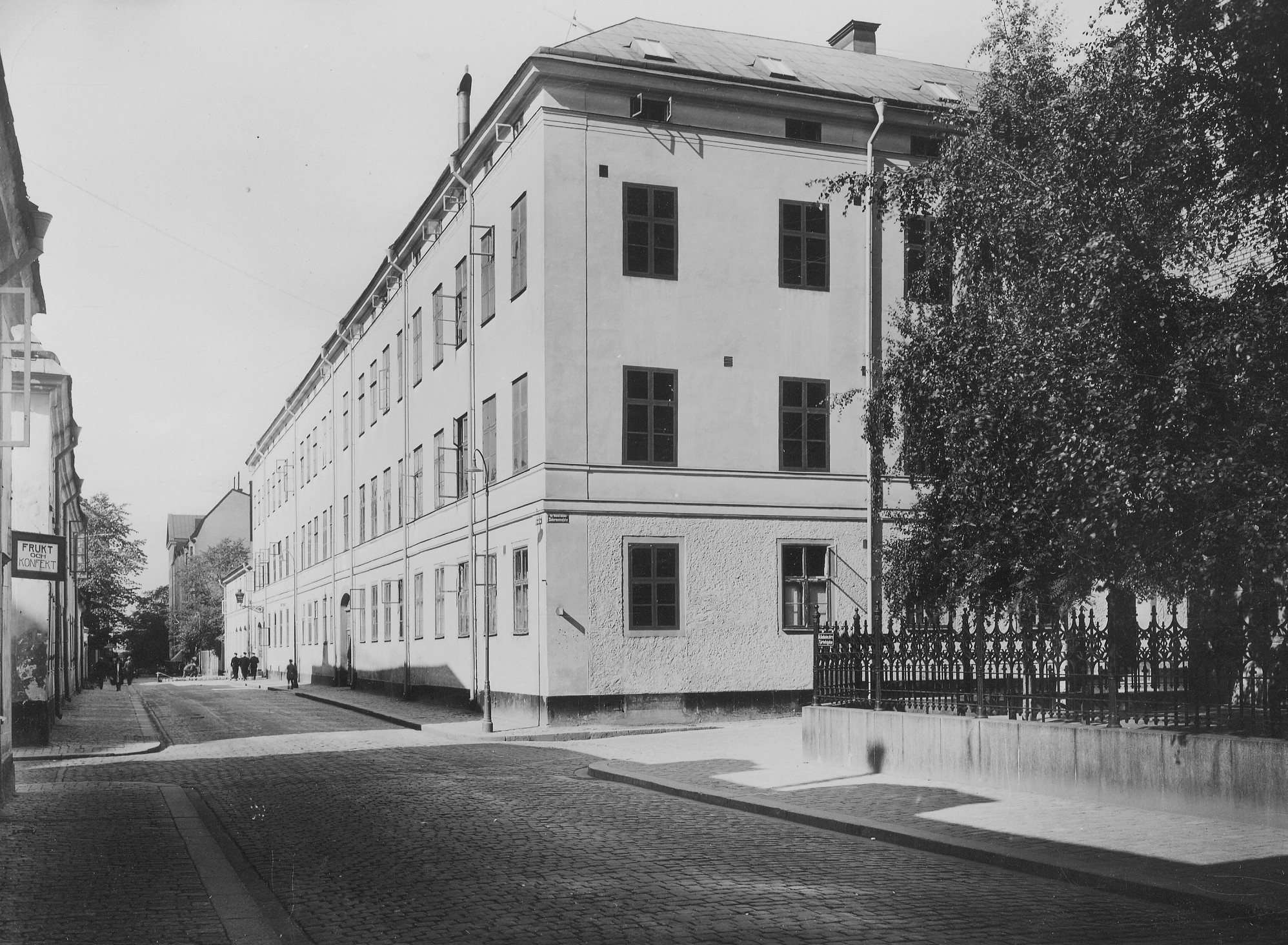
Fasad mot Tjärhovsgatan, 1928.

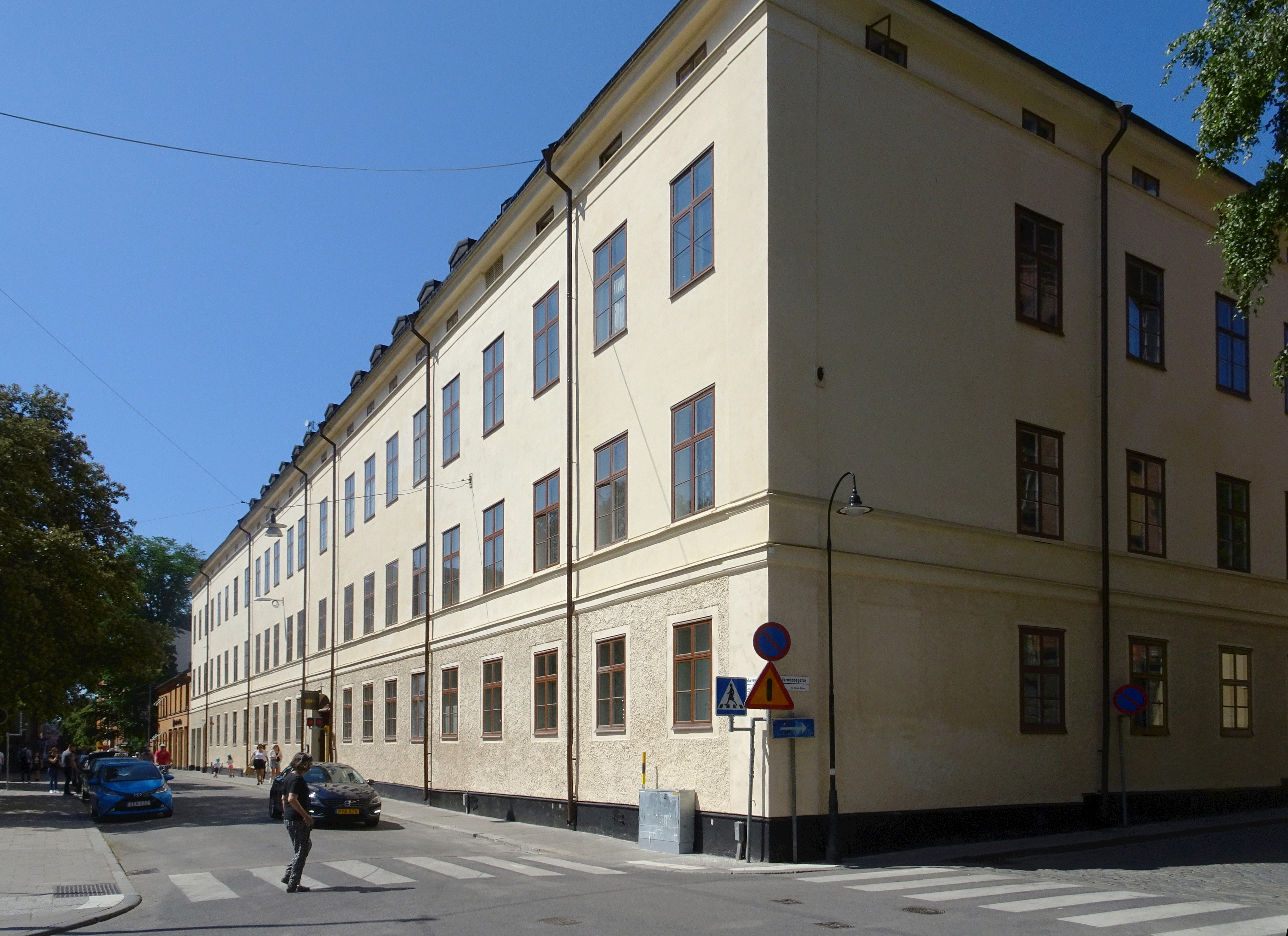
Fasad mot Tjärhovsgatan, 2019.

Sifwertska kasernen (stavas även Sifvertska) är en kulturhistoriskt värdefull byggnad i kvarteret Sturen minsta vid Tjärhovsgatan 9–11 på Södermalm i Stockholm. Huset uppfördes ursprungligen på 1780-talet för bryggaren Lorentz Sifwert, det nyttjades efter 1813 av Stadsvakten i Stockholm och var både kolerasjukhus och vårdhem. Till västra delen (fastigheten Sturen minsta 1) flyttade Katarina brandstation 1876. 
Idag finns i delar av Sifwertska kasernen hotell, kontor och bostäder. Fastigheten Sturen minsta 2 ägs och förvaltas av AB Stadsholmen och är blåmärkt av Stadsmuseet i Stockholm, vilket innebär att den utgör "synnerligen höga kulturhistoriska värden".

## Historik

### Sifwerts bryggeri

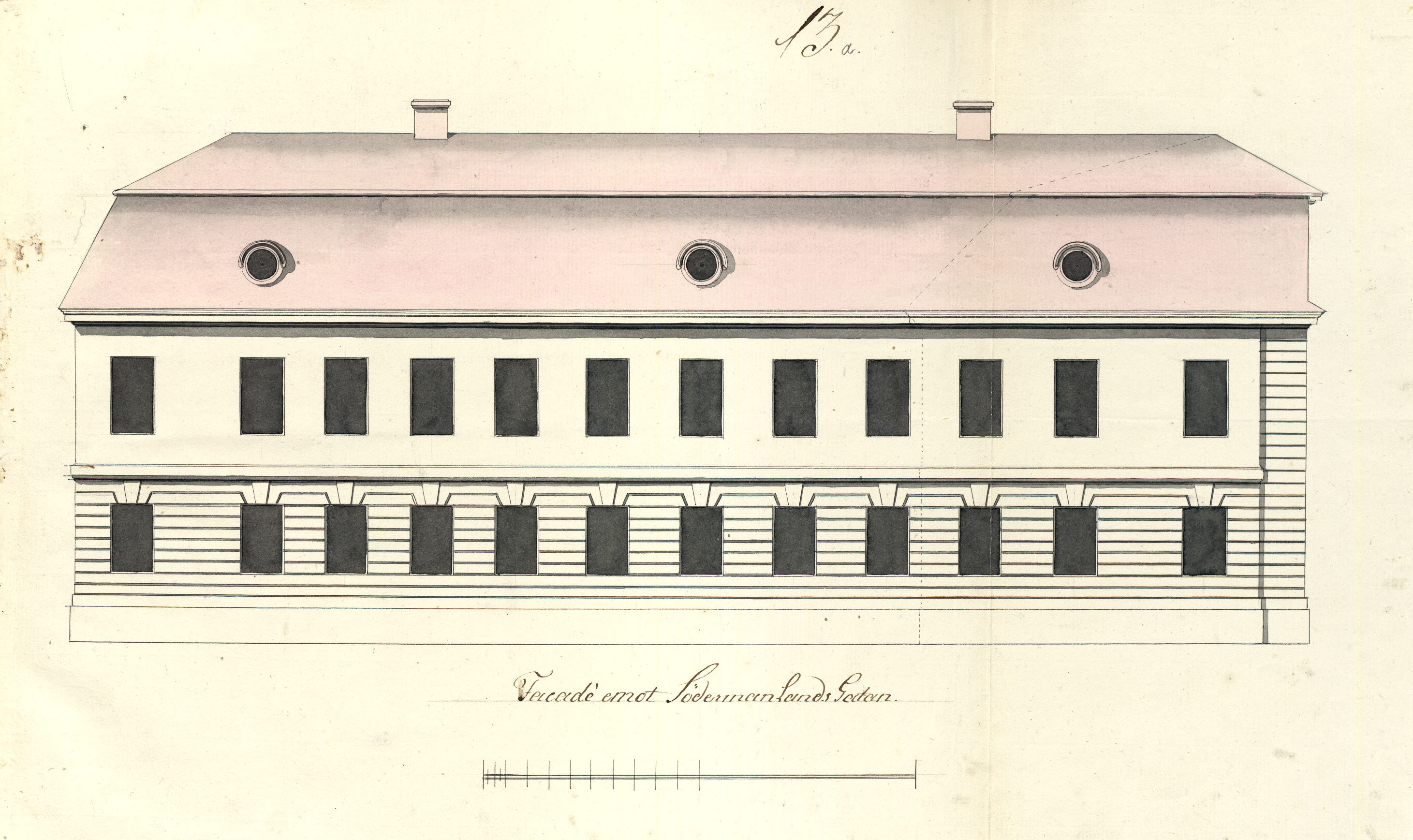
Fasad mot Södermannagatan, Degenaers ritning från 1783.

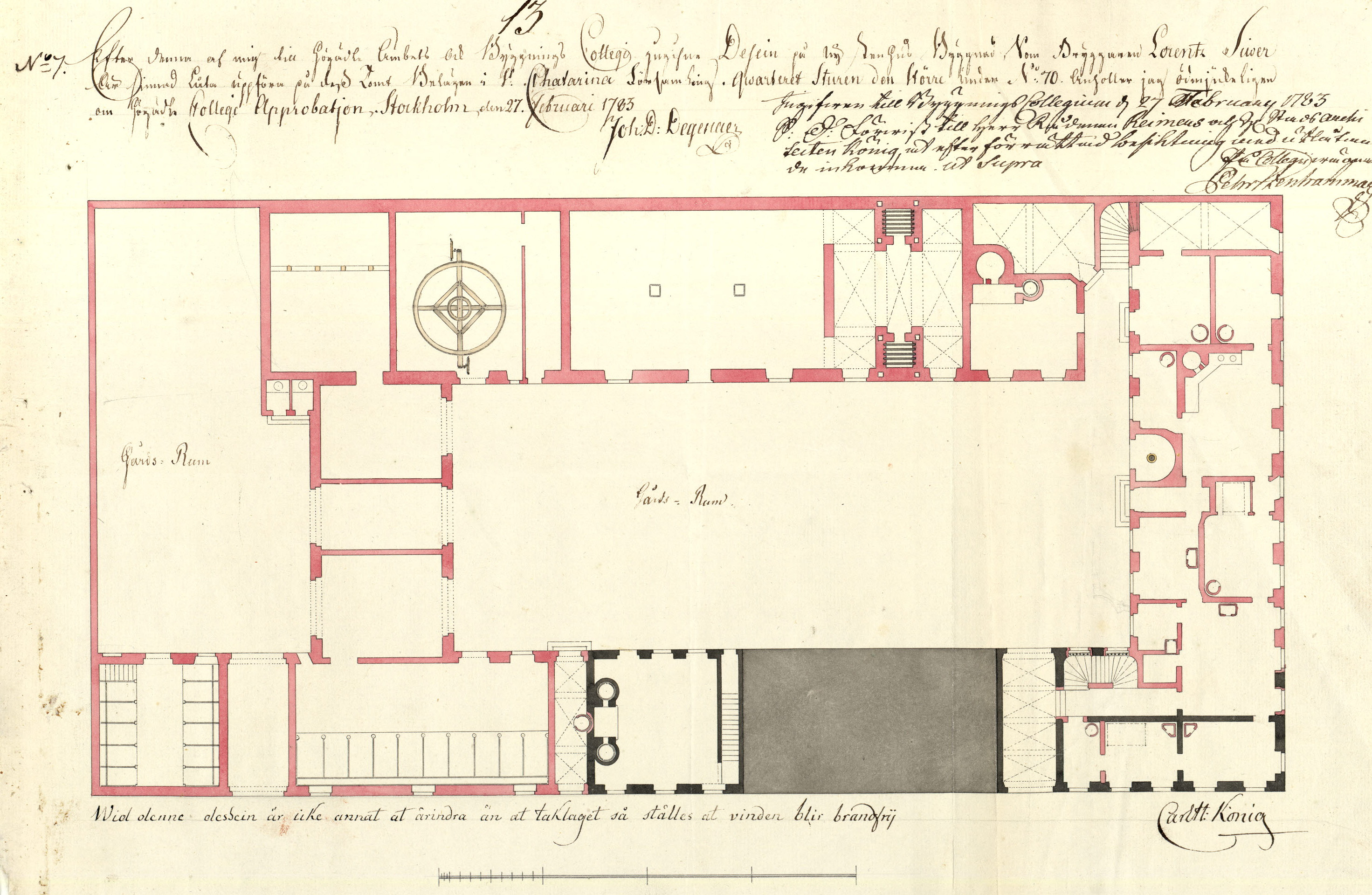
Degenaers planritning från 1783.

På 1700-talet fanns omkring 100 bryggerier i Stockholm. Ett av dem drevs av bryggaren Lorentz Sifwert (även stavat Lorens Sifvert). 1776 förvärvade han den västra delen av kvarteret Sturen minsta av slaktaren Johan Djurberg som bland annat hade en mindre, men påkostad stenbyggnad med en våning och ett oxstall för 30 djur på tomten.
I början av 1780-talet köpte Sifwert även den östra delen av Sturen minsta, i hörnet Tjärhovsgatan / Södermannagatan. Tomten ägdes av bryggaren Johan Castling som bedrev sin bryggeriverksamhet här. Castlings anläggning bestod av ett två våningars bostadshus i sten och flera byggnader för verksamheten, som en kölna, ett brännhus med kopparpannor samt ett brygghus. Han hade också stall för fem hästar och tolv kor på tomten.
Sifwert anlitade murmästaren och arkitekten Johan Daniel Degenaer att både rita och bygga den nya anläggningen. Degenaers bevarade bygglovsritningar från 1781 respektive 1783 visar för västra delen två befintliga äldre hus som sammanlänkades av en vinkelbyggnad i sten innehållande bland annat vagnshus, tvättstuga, mangelbod, vedbod och kålbod. På den stora tomten i öster syns delar av den äldre bebyggelsen (markerat i svart) och en stor nybyggnad i sten (rött) med två våningar och fyra längor runt en innergård. Fasaderna gestaltades med rusticerande bottenvåning och slätputsad övervåning. Taket var valmat och den oinredda vinden belystes genom några cirkulära takkupor, så kallade oxögon. 
I norra längan mot Katarina kyrkogård och en del av bottenvåningen mot Tjärhovsgatan bedrev Sifwert sin bryggeriverksamhet medan resten av byggnaden innehöll bostäder till honom själv och för uthyrning. I väster fanns stall och ett kringbyggt gårdsrum. Båda gårdarna nåddes via körportar från Tjärhovsgatan. Av brandförsäkringen från 1795 framgår att Sifwerts våning var påkostad med bland annat polykroma kakelugnar och en sängkammare med alkov. Bryggeriet hade egen brunn och en hästdriven maltkvarn, den senare syns på planritningen från 1783.
I maj 1803 ansökte Sifwert om konkurs och dom fälldes i december 1804. Som anledning uppges boskillnad mellan honom och hustrun Catharina Elisabeth Djurberg. I början av 1800-talet upphörde bryggeriverksamheten och 1812 förvärvades fastigheten av Stockholms stads inkvarteringskommission.

### Stadsvakt och nödbostäder

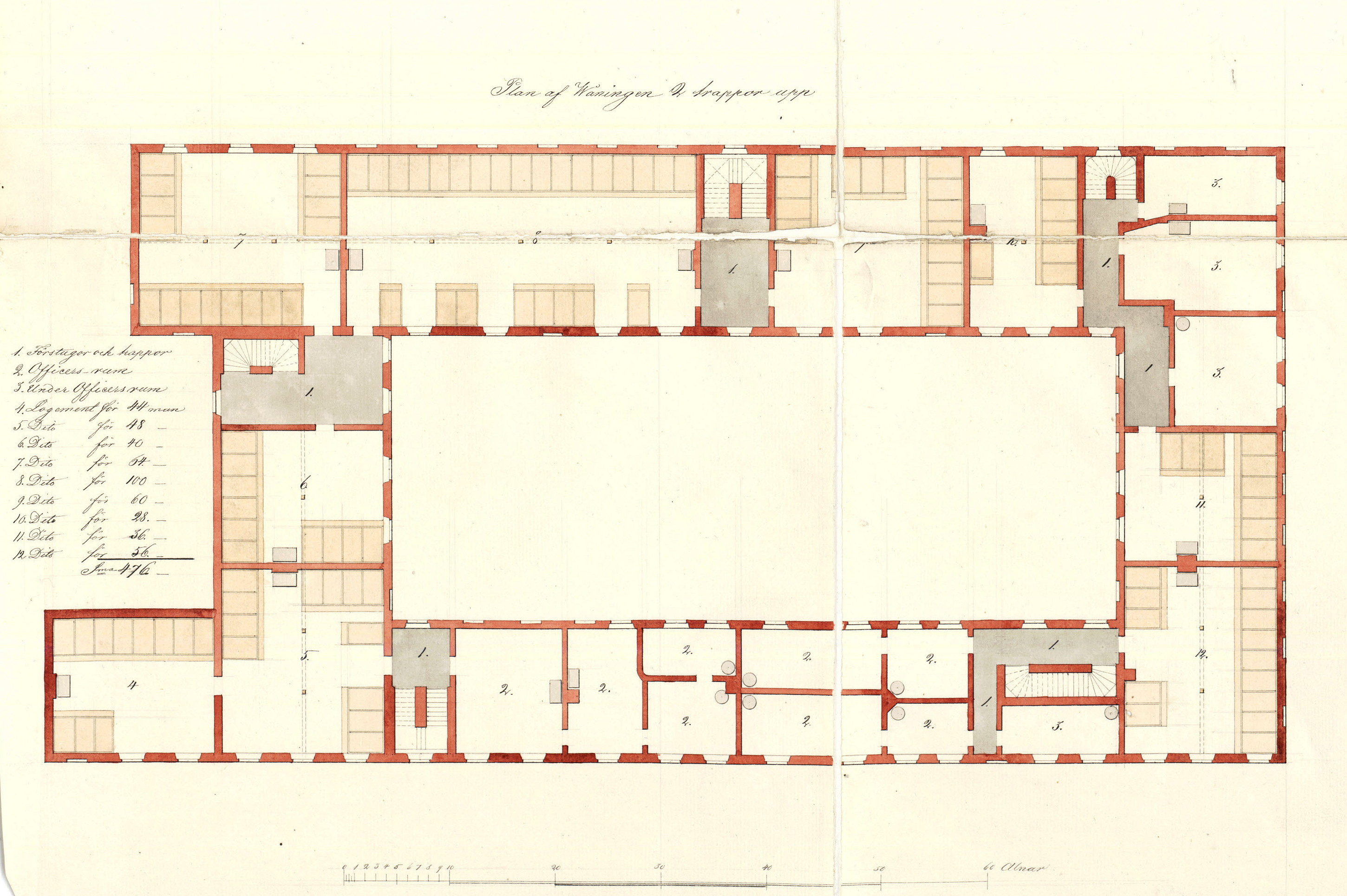
Logementsritning från 1855.

Till Sifwerts lokaler flyttade 1813 Stadsvakten i Stockholm som hade den som kasern och anläggningen betecknades officiellt som Sifwertska kasernen. Stadsvakten kallades i dagligt tal "Korvarna", förmodligen efter den folketymologiska tolkningen av "corps-de-garde" (stadsvaktens första vaktlokal). Kasernen kallades därav i folkmun "Korvkitteln". I huset fanns arrestlokaler för allehanda ”löst folk” som tiggare, småtjuvar och lösaktiga kvinnor. I samband med Stockholms koleraepidemi på 1830-talet användes byggnaden både som kasern och provisoriskt kolerasjukhus.
Sin nuvarande form i enkel senempir fick fastigheten vid en större ombyggnad omkring 1855. Hela anläggningen, med undantag för den västra delen (där Katarina brandstation ligger), byggdes på med en våning och en mezzaninvåning (halvvåning). Byggnaden blev kasern med 476 logement samt rum för officerare och underofficerare för Stockholms stads militärkår, Stadsvaktens efterföljare. Under slutet av 1800-talet var bostadsbristen enorm i Stockholm och nödbostäder anordnades i kasernen (se även Nödbostäder i Stockholm).

### Brandstation
År 1876 flyttade Katarina brandstation in i den västra delen av kvarteret (fastigheten Sturen minsta 1) och i den västra flygeln av fastigheten Sturen minsta 2. Katarina blev då en av Stockholms två nyinrättade huvudstationer. Den andra var Johannes brandstation (invigd 1878) på Norrmalm (se även Historiska bränder i Stockholm). Brandstationen har här fortfarande sin verksamhet och är därmed Storstockholms brandförsvars äldsta anläggning och världens äldsta i bruk varande brandstation på samma plats. Brandstationen har under årens gång moderniserats ett flertal gångar, senast på 1980-talets mitt. En del av vagnhuset från 1781 existerar fortfarande vid Katarina västra kyrkogatan och i Stadsvaktens tidigare stall från 1857 ligger sedan 1992 Katarina Brandmuseum.

Historiska bilder
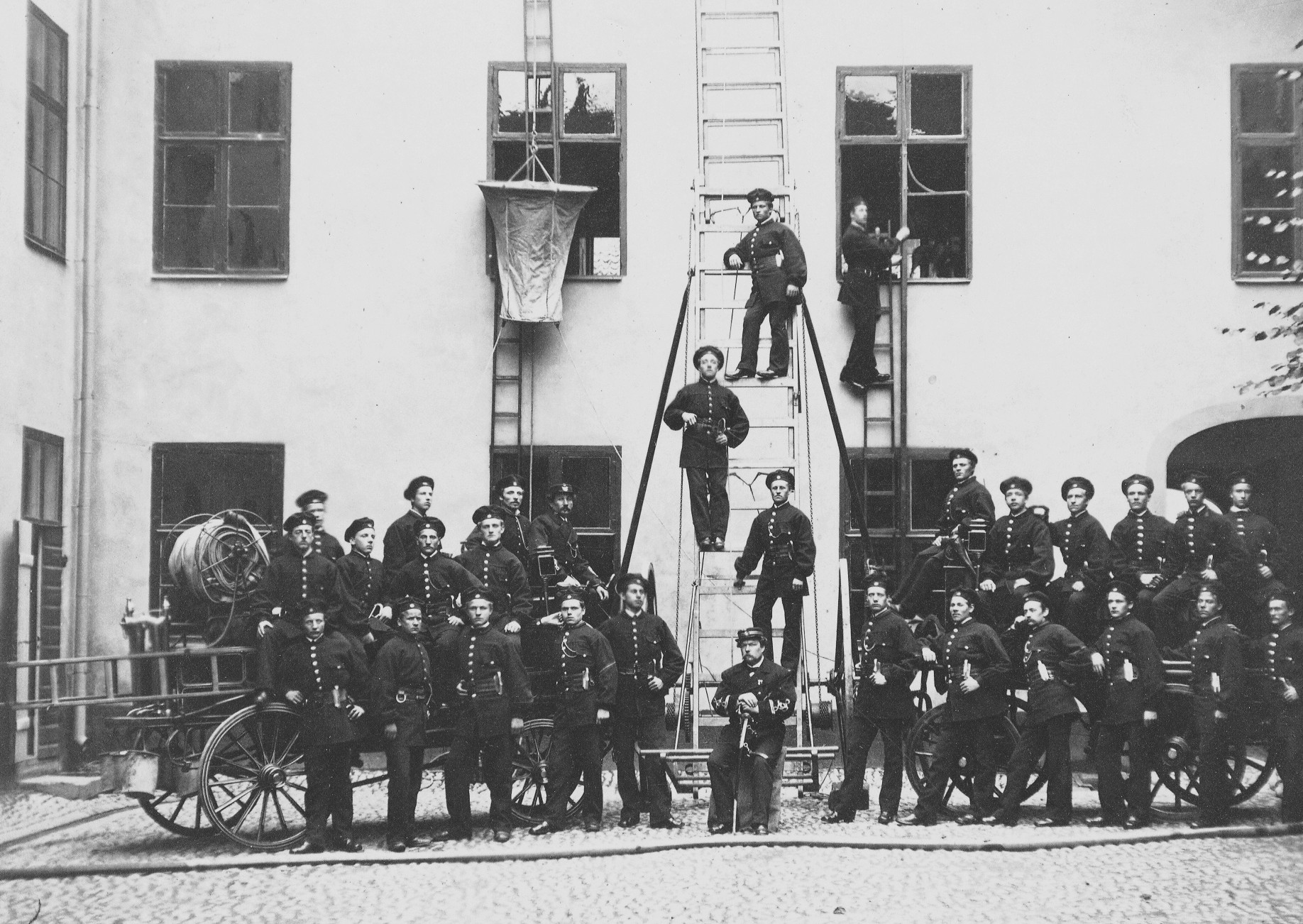
Brandstationen, uppställning på innergården 1880.
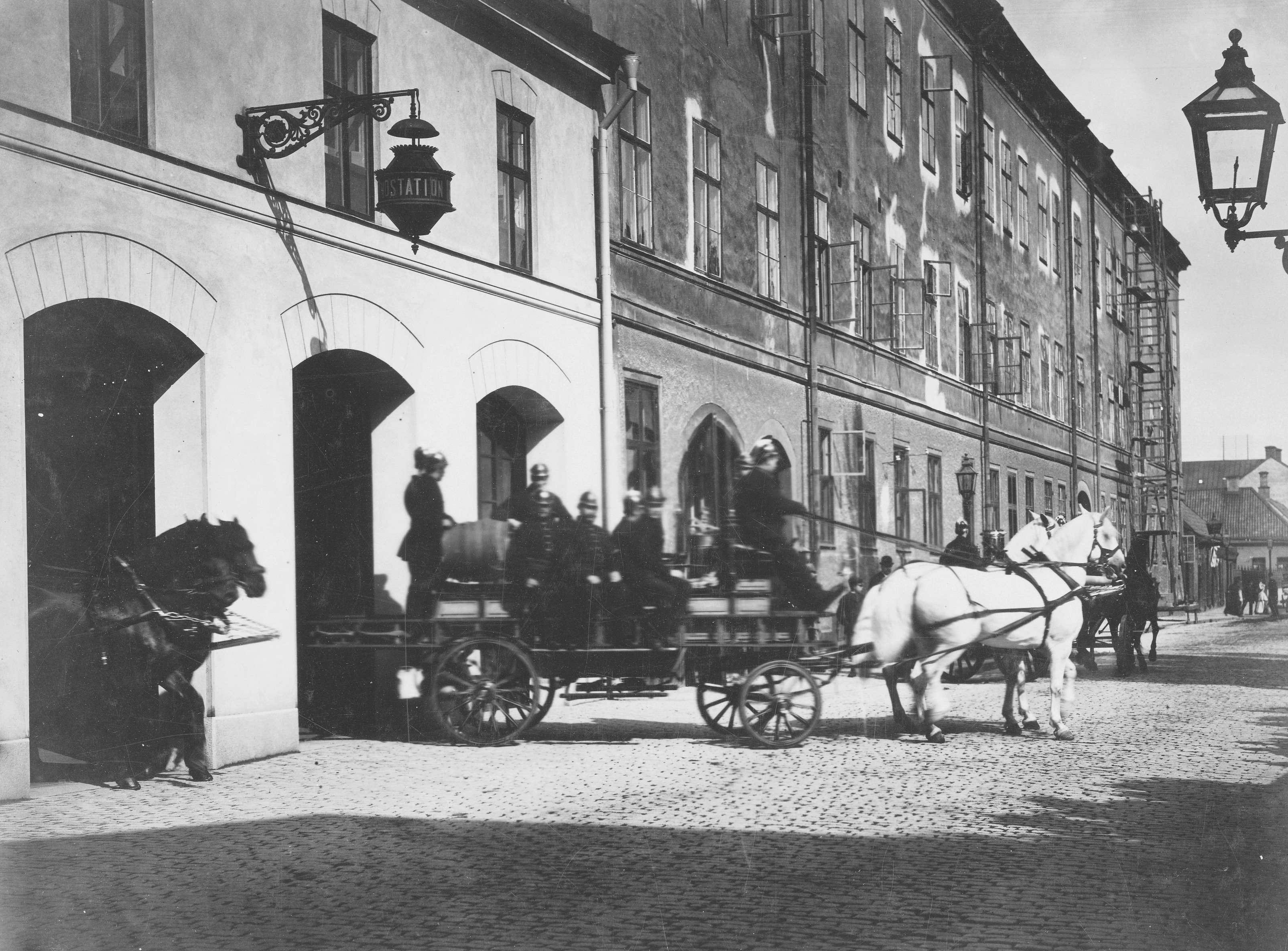
Brandstationen, utryckning 1897.
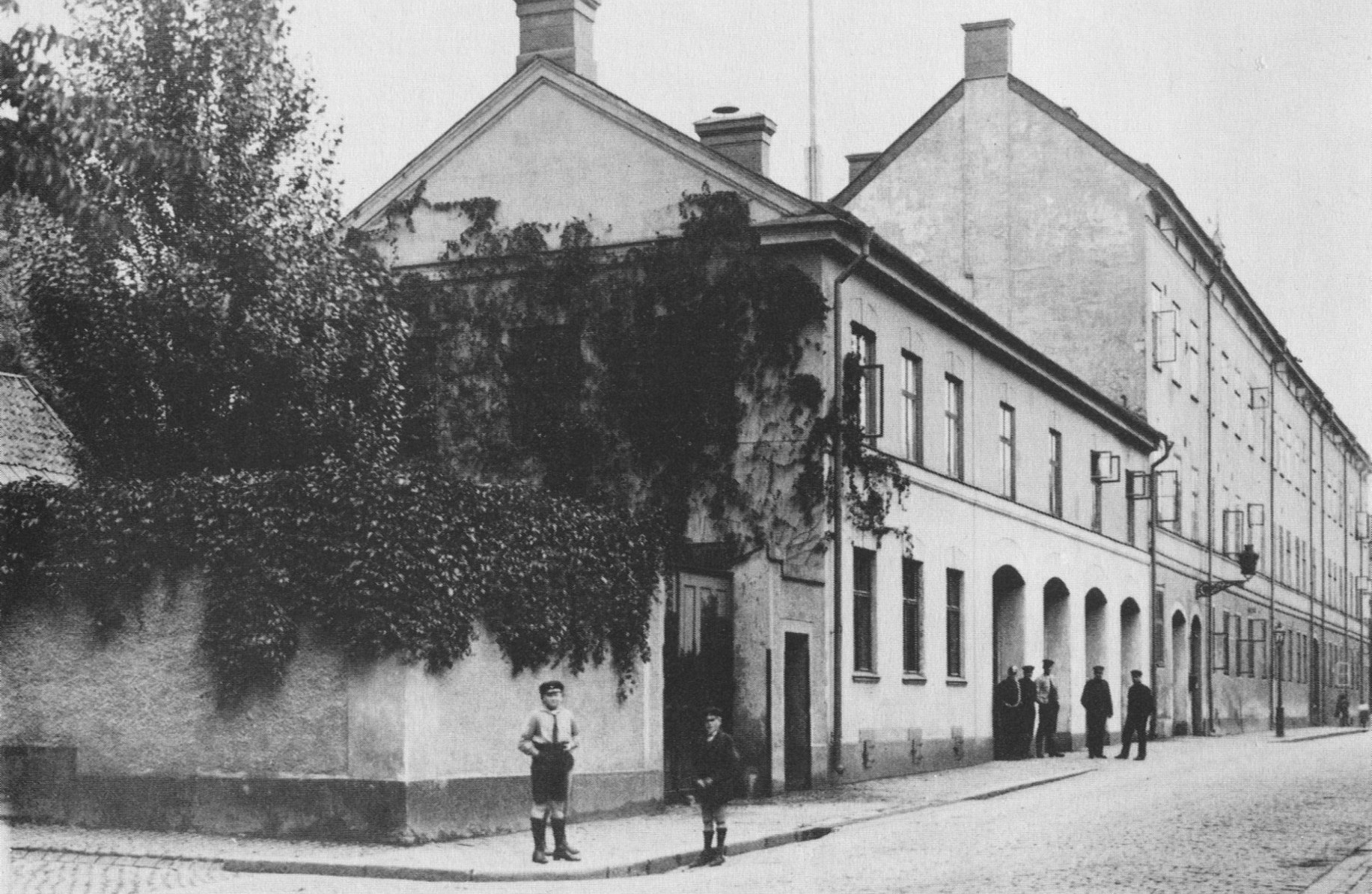
Sifwertska kasernen, hörnet Tjärhovsgatan / Katarina västra kyrkogatan, 1931.
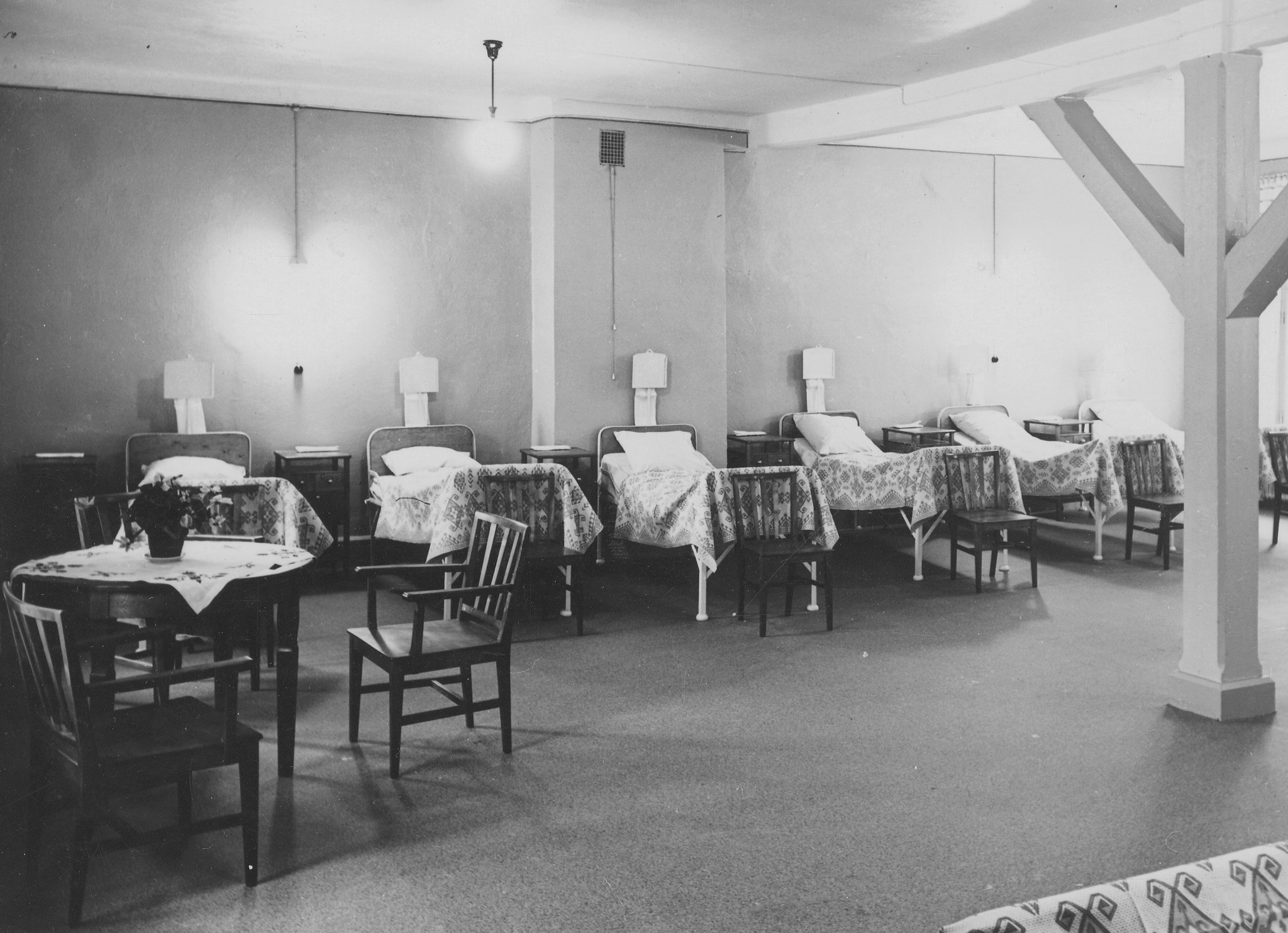
Vårdhemmet, sovsal, 1950.
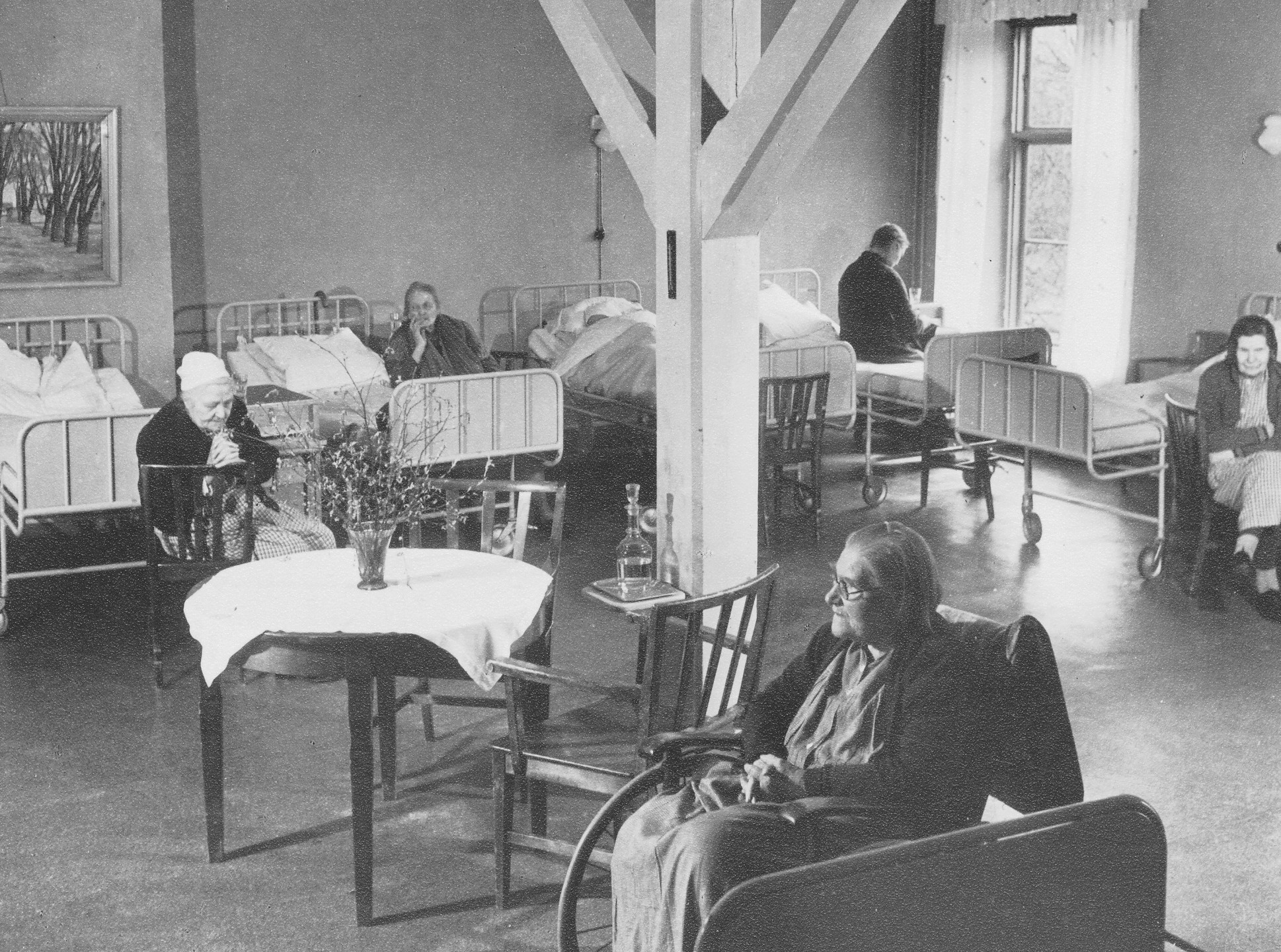
Vårdhemmet, sovsal, 1950.

### Vårdinrättning och ungkarlshotell
Som direkt följd av "svarta veckan" i augusti 1914 då första världskriget bröt ut samlades flera tusen ryssar i Stockholm i augusti under deras resa hem till Ryssland. Då inte alla hade pengar att resa vidare fick dom härbärge i kasernen.
Under stora delar av 1900-talet fungerade byggnaden bland annat som vårdinrättning för äldre.Vården bedrevs övervägande i öppna salar. På 1940-talet installerades en hiss och bostäder inreddes i gathuset. På 1950- och 1960-talen byggdes delar av kasernen om till ungkarlshotell. Därmed förändrades planlösningen i norra och södra längan till att bestå av en mängd smårum. Samtidigt inreddes vinden och takkupor tillkom. Vårdhemmet låg kvar i östra flygeln och byggdes om till att innehålla enbädds-, tvåbädds- och fyrbäddsrum. För ritningarna stod Nils Sterner på arkitektavdelningen vid Stockholms fastighetskontor. I slutet av 1990-talet beviljades bygglov för ändrad användning från behandlingshem till hotell. Idag fanns 13 lägenheter i flygeln och Tjärhovsgatan medan östra och västra längorna huvudsakligen upptas av föreningslokaler och kontor.

### Hotell
En mindre hotellverksamhet fanns under namnet Columbus Hotell på sommartid från och med 1976. Tio år senare drevs hotellet året runt och hade vandrarhemskaraktär. År 2011 bytte hotellet namnet till Best Western Columbus Hotel och 2014 till nuvarande Nofo Hotel & Winebar som ingår i Best Western-kedjan. Namnet Nofo skall anspela på Sofo (Söder om Folkungagatan alternativt South of Folkungagatan), med skillnaden att N:et står för North. Nofo Hotel förfogar över 109 rum. Under åren 2017 till 2019 pågick en omfattande ombyggnad av hotellet. Före ombyggnaden förfogade hotellet över 79 rum som låg övervägande i norra flygeln. Ombyggnaden gav 30 nya rum, bland annat genom att en del av Sifwertska kasernen som tidigare stod oanvänd renoverades. Ombyggnaden övervakades av antikvariskt sakkunnig från Stadsmuseet. Investeringsvolymen för projektet omfattade 72 miljoner kronor.

Nutida bilder, exteriör
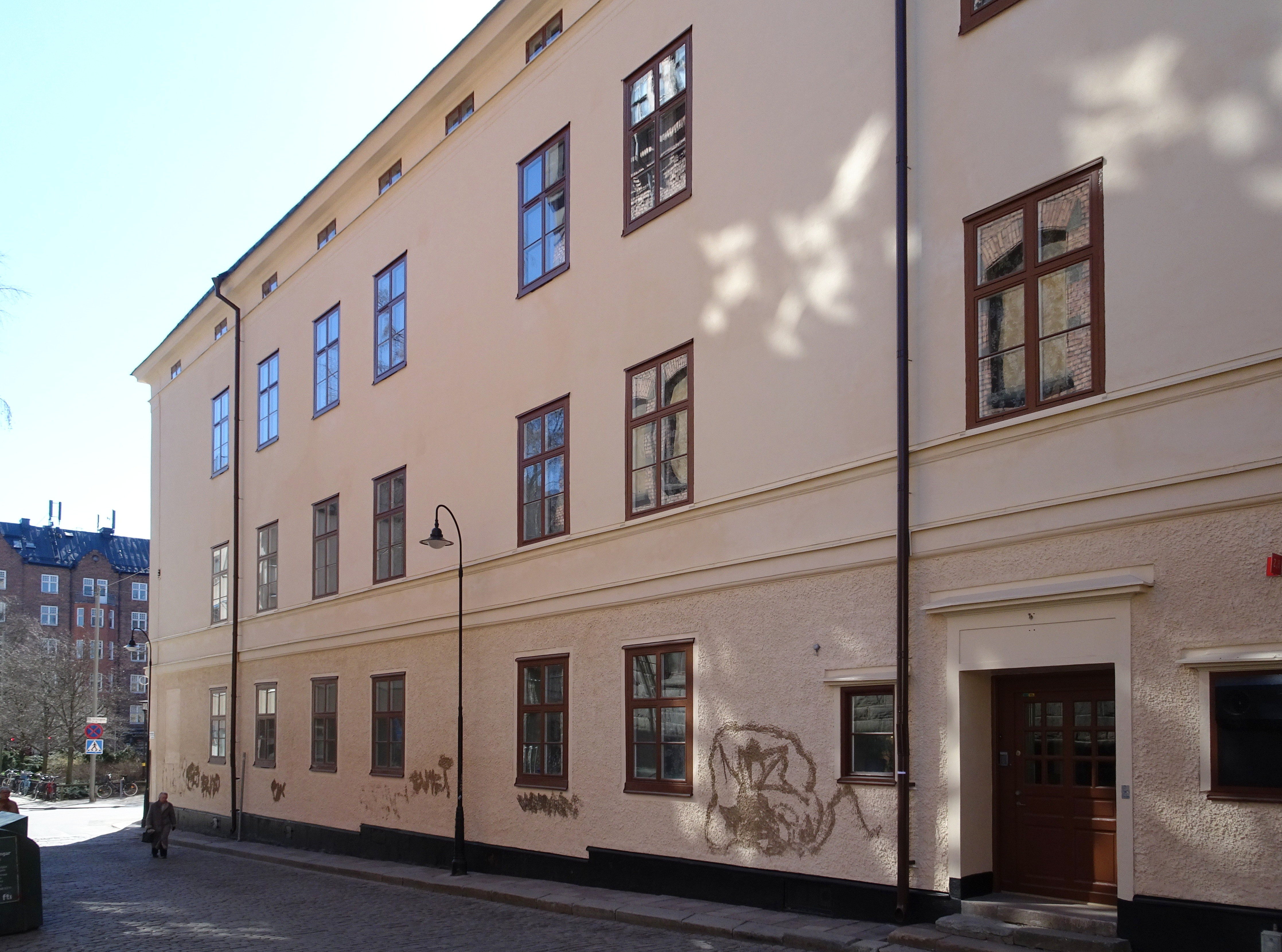
Fasad mot Södermannagatan.
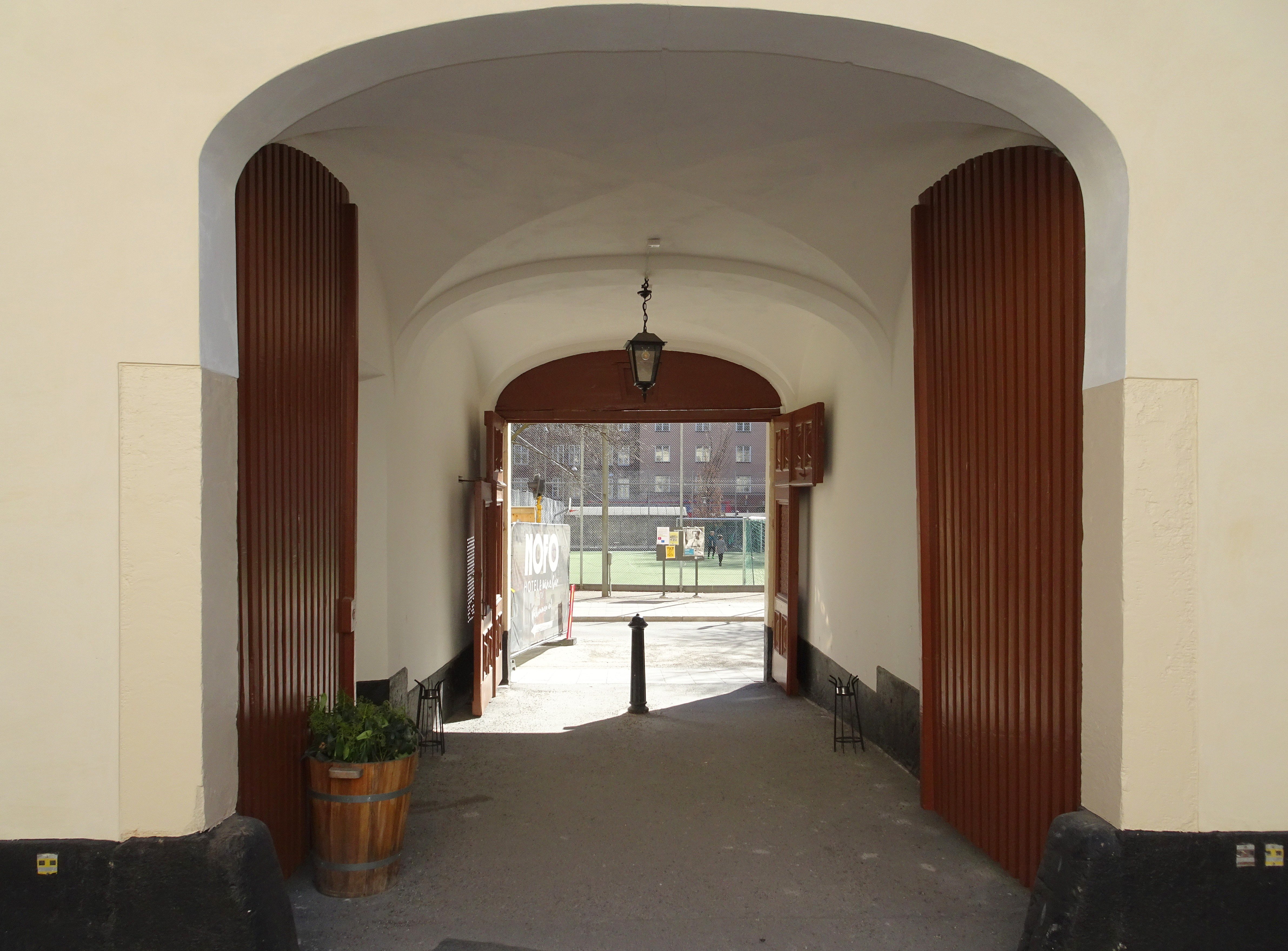
Portgång mot Tjärhovsgatan.
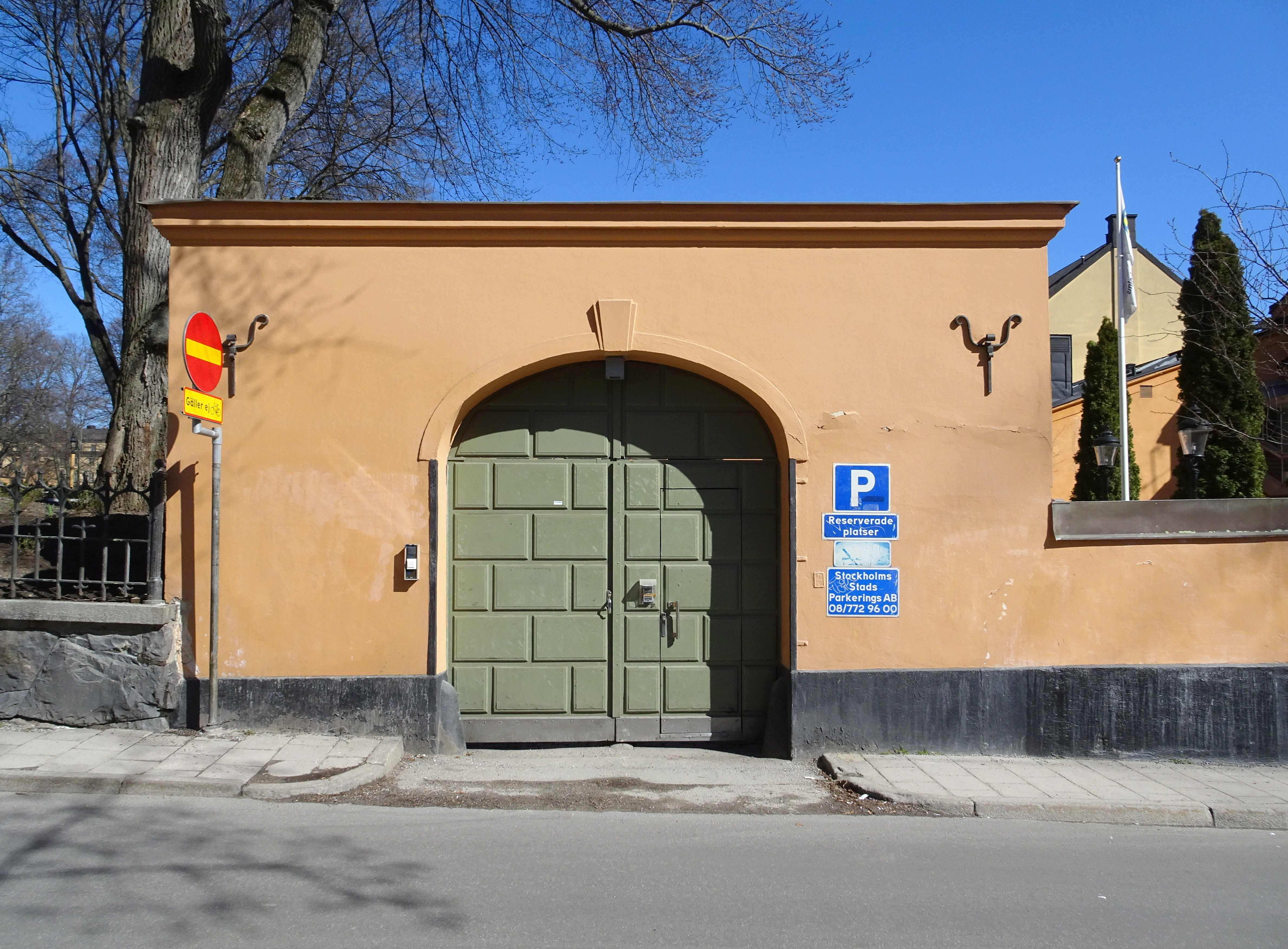
Före detta vagnshuset mot Katarina västra kyrkogata.
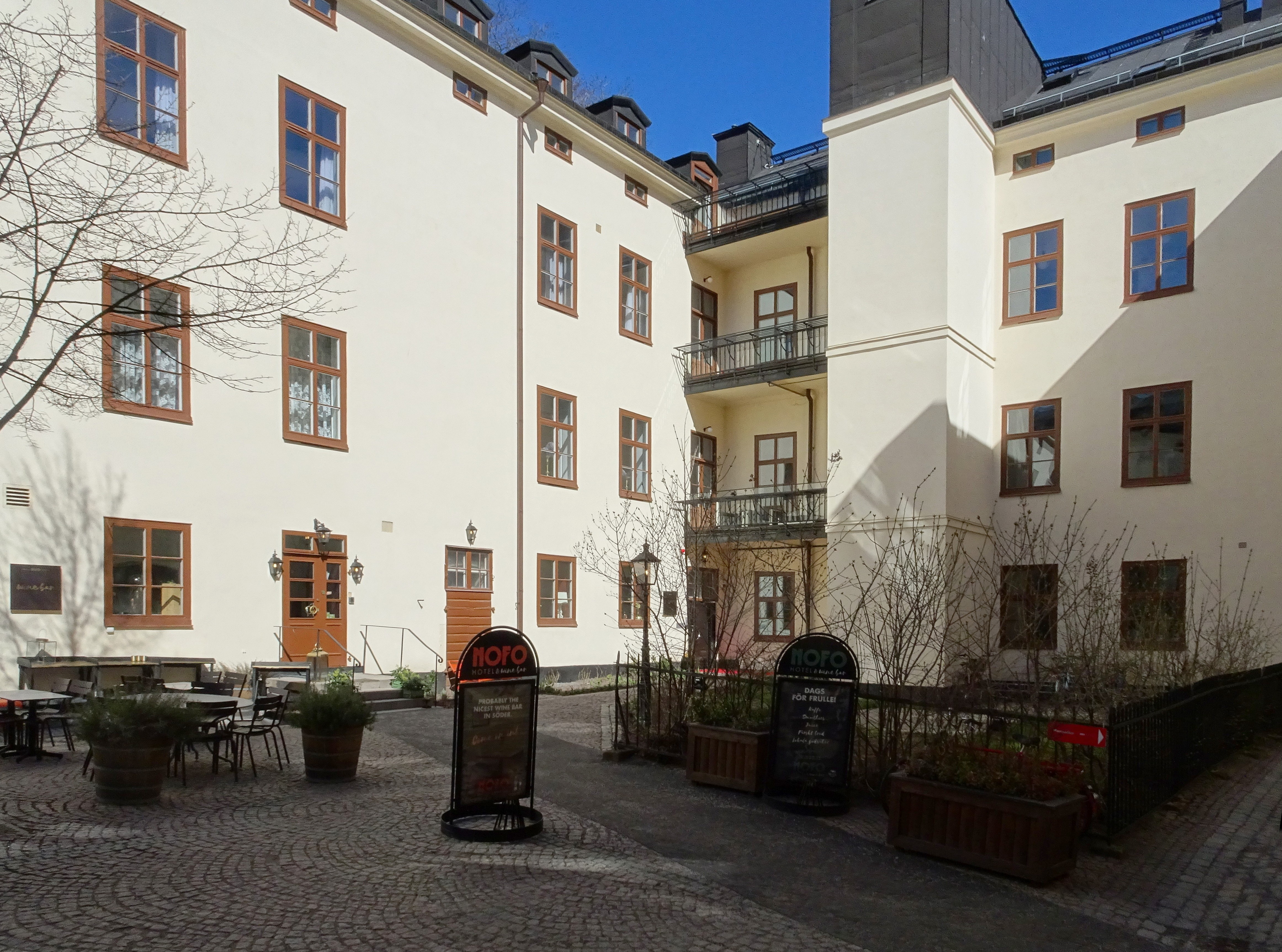
Innergården med entrén till Nofo Hotel.
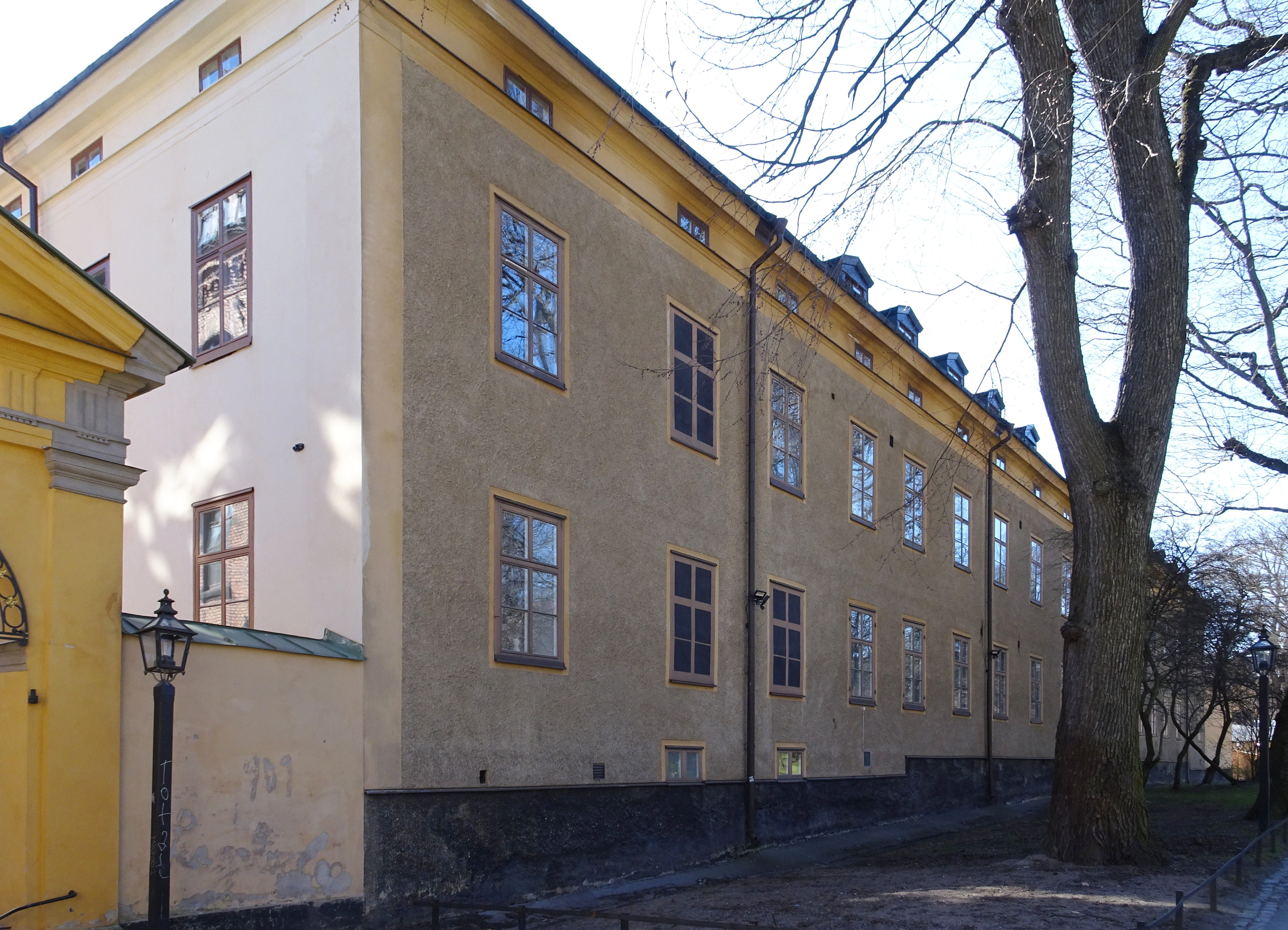
Fasad mot Katarina kyrkogård.

Nutida bilder, interiör
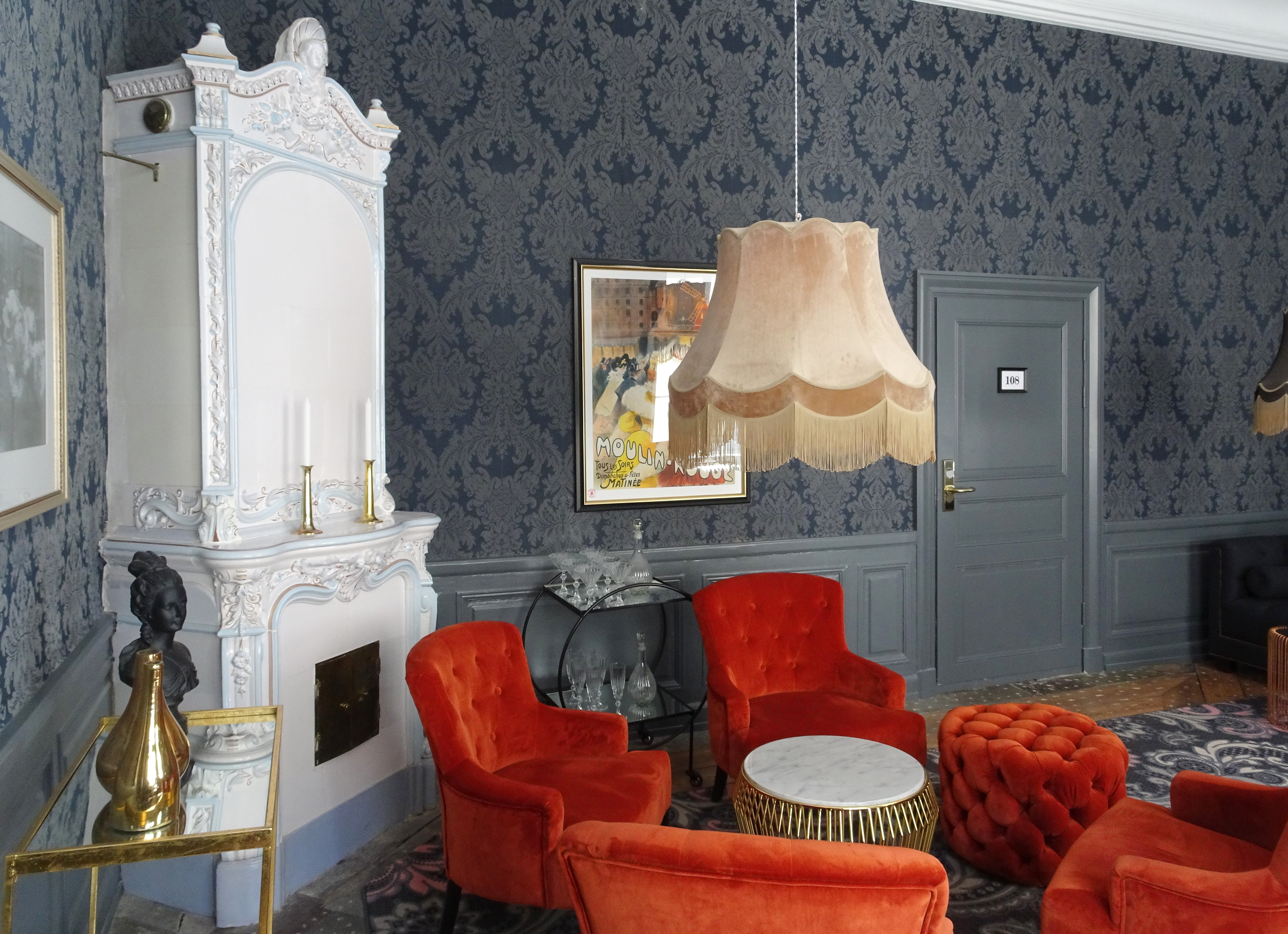
Nofo Hotel, sällskapsrum med äldre kakelugn.
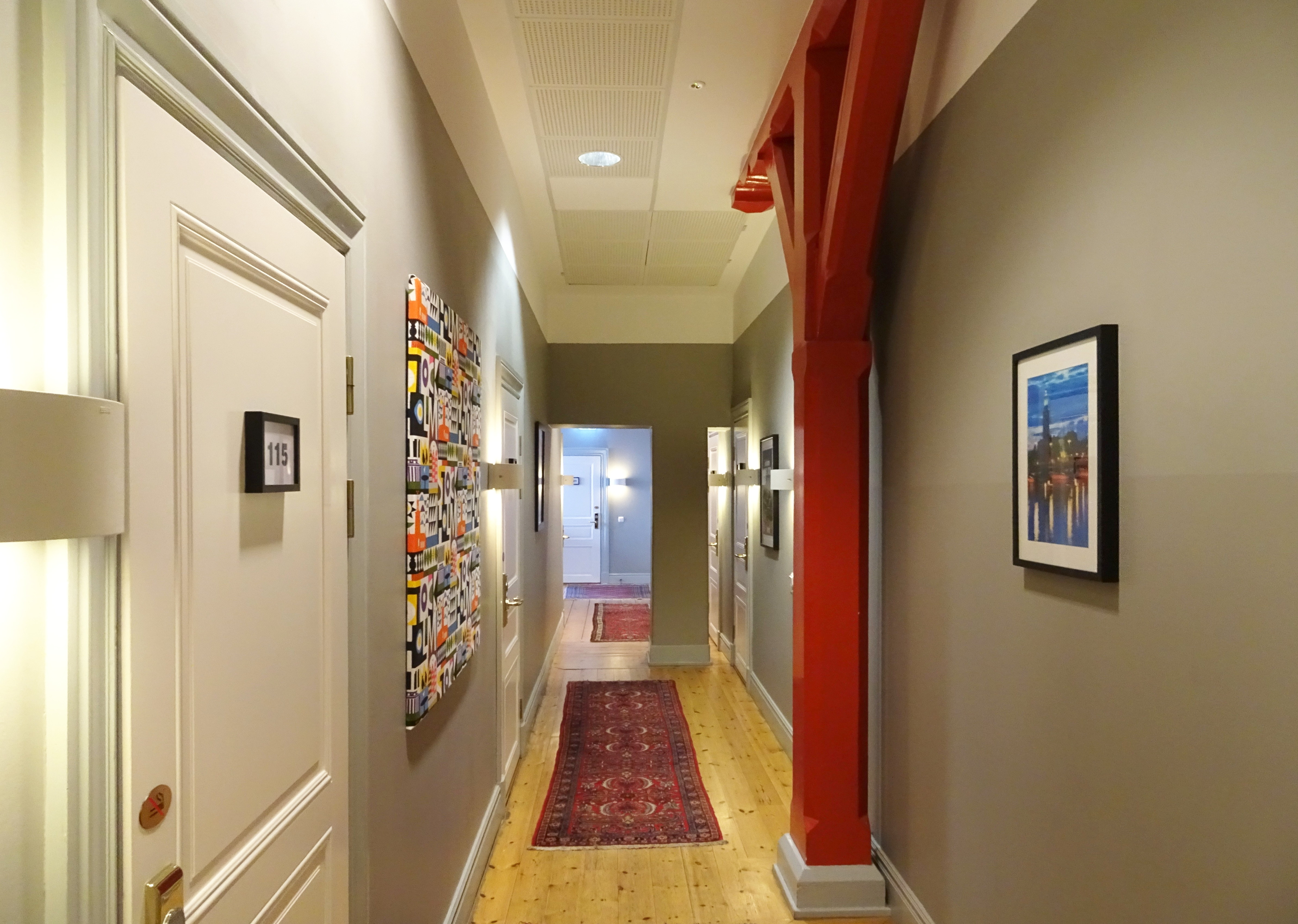
Nofo Hotel, korridor med äldre träpelare.
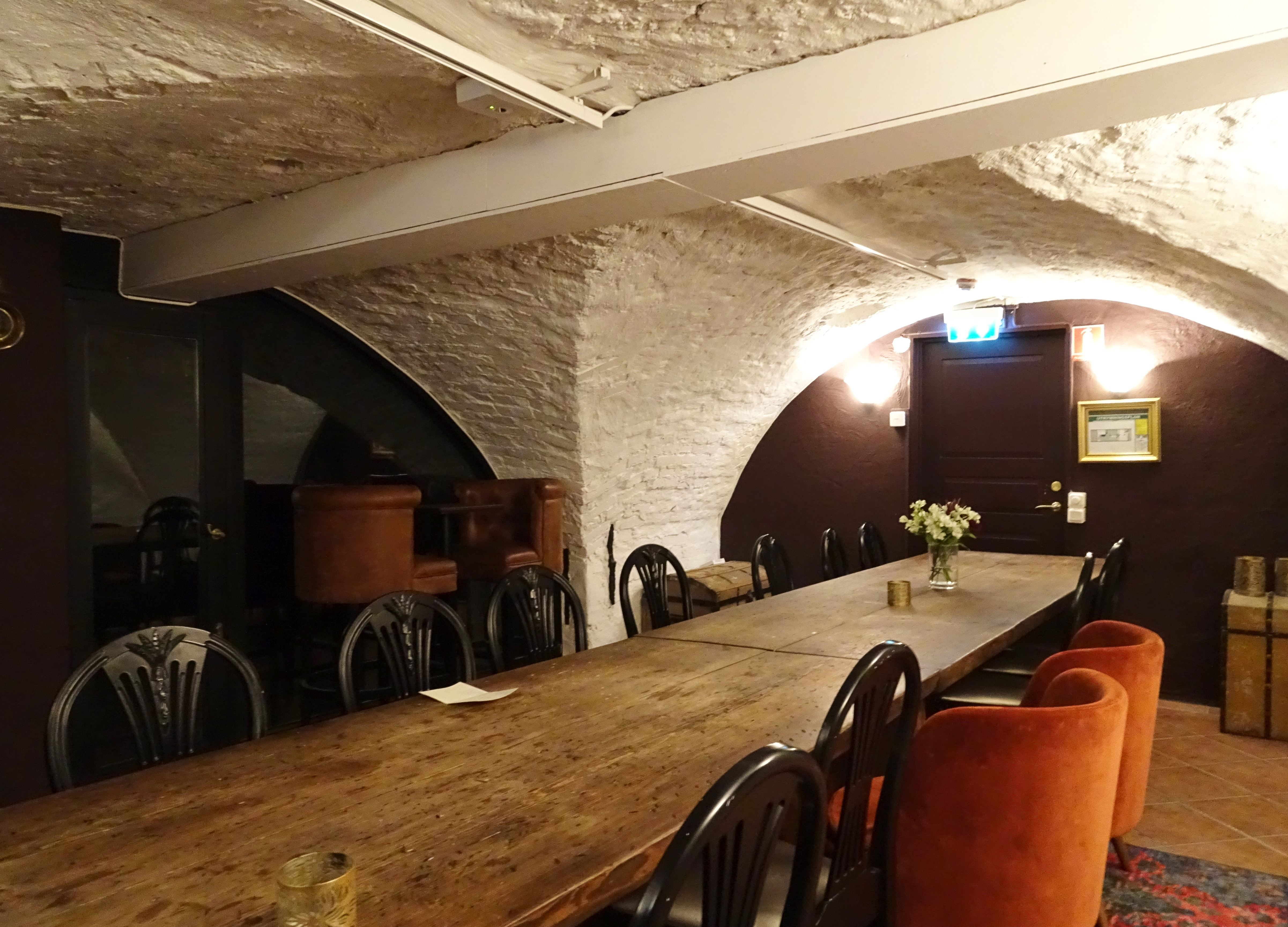
Nofo Hotel, källarvalv från bryggeritiden.
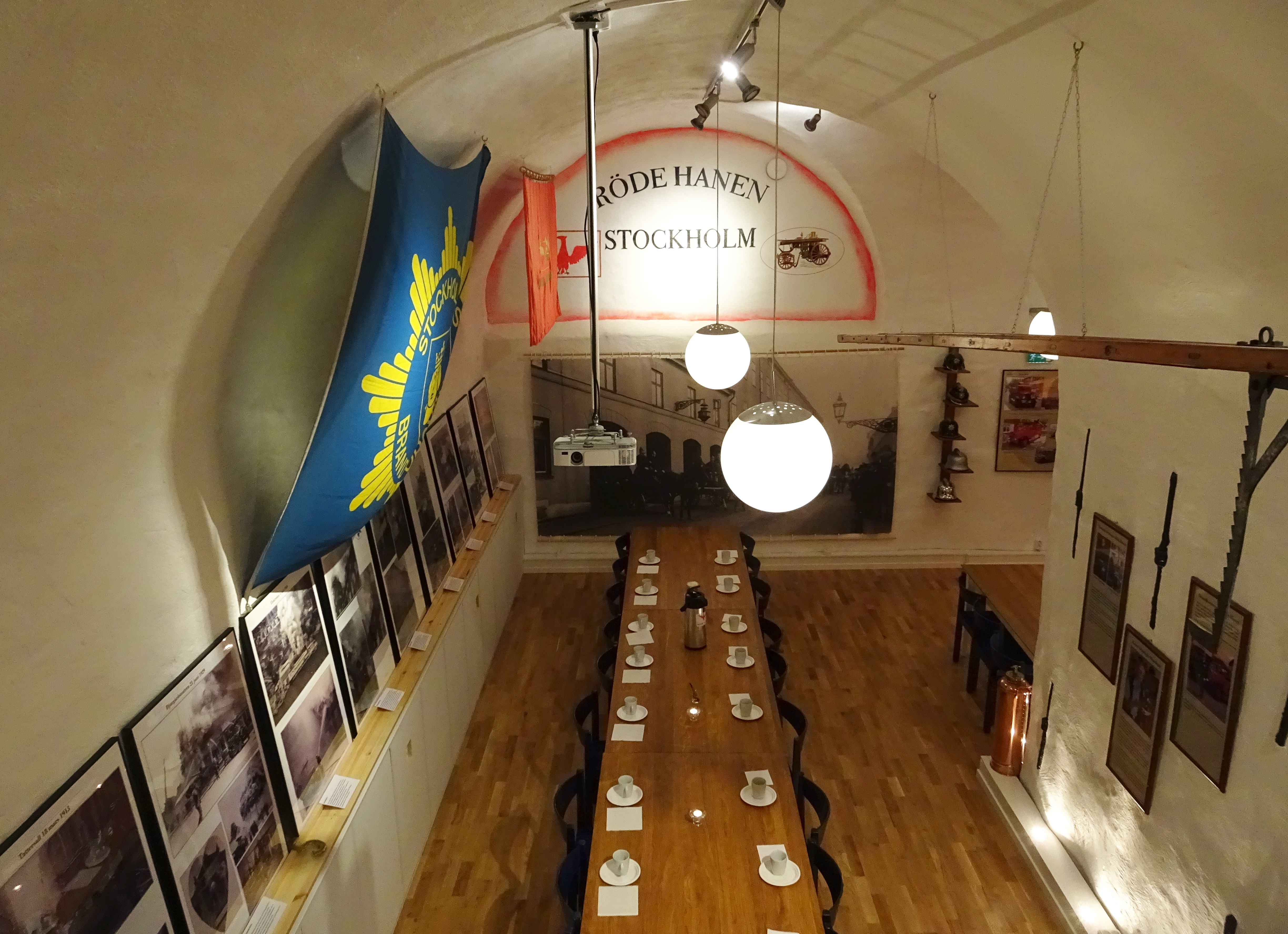
Katarina Brandstation, källarvalv från bryggeritiden.
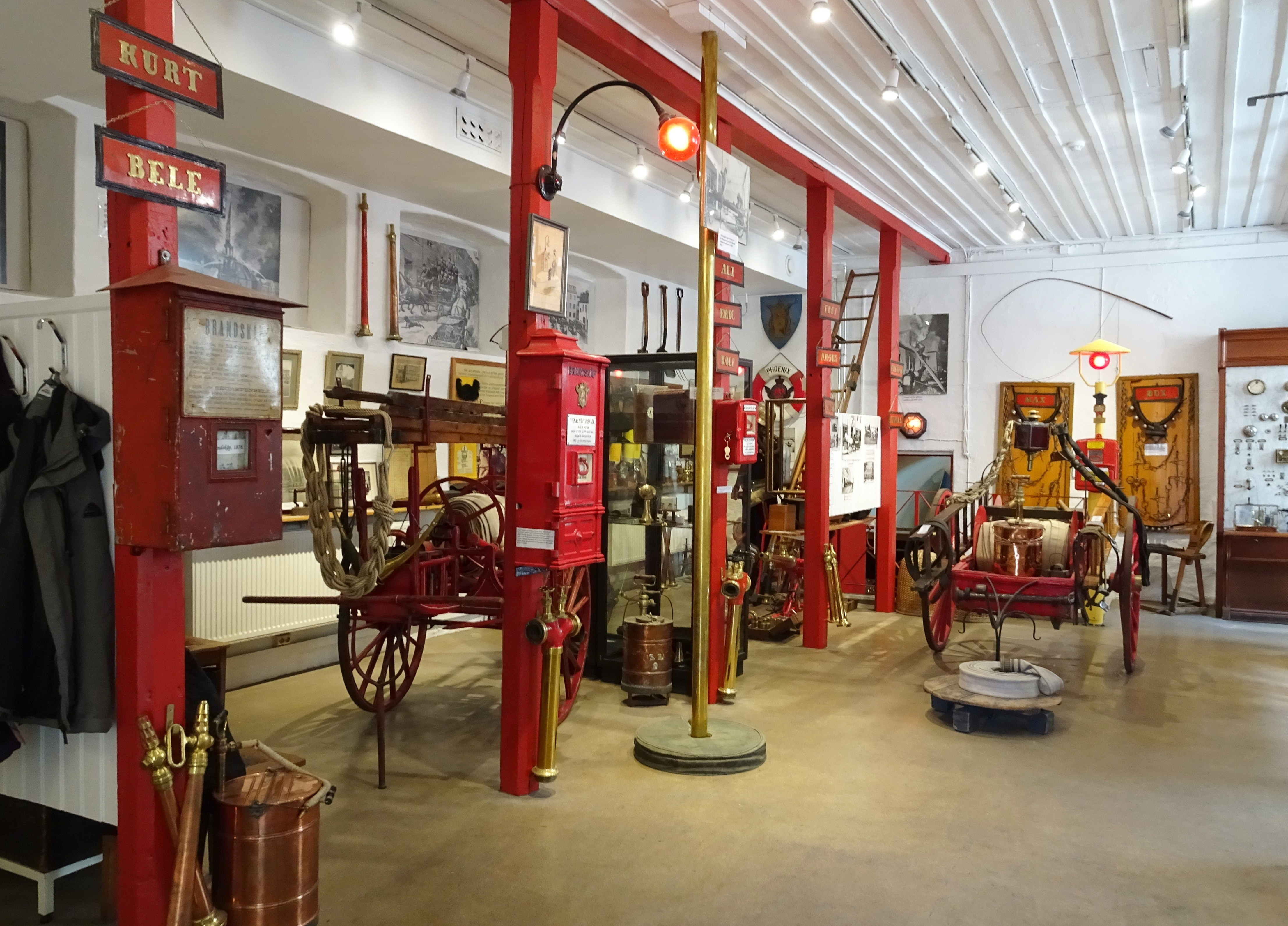
Katarina Brandmuseum i Stadsvaktens före detta häststall.